# Barygenys maculata
Espèce
Statut de conservation UICN

 DD  : Données insuffisantes
Barygenys maculata est une espèce d'amphibiens de la famille des Microhylidae.

## Répartition
Cette espèce est endémique de la province de Baie Milne en Papouasie-Nouvelle-Guinée. Elle ne se rencontre que dans sa localité type, dans les environs d'Agaun, à environ 1 500 m d'altitude,.

## Publication originale
- Menzies & Tyler, 1977 : The systematics and adaptations of some Papuan microhylid frogs which live under ground. Journal of Zoology, vol. 183, no 4, p. 431-464.